# Liste der Ortschaften im Bezirk Korneuburg
Die Liste der Ortschaften im Bezirk Korneuburg enthält die Gemeinden und ihre zugehörigen Ortschaften im niederösterreichischen Bezirk Korneuburg (Einwohnerzahlen in Klammern, Stand 1. Jänner 2024). Stand Ortschaften: 1. Jänner 2022
Kursive Gemeindenamen sind keine Ortschaften, in Klammern der Status Markt bzw. Stadt. Die Angaben erfolgen im offiziellen Gemeinde- bzw. Ortschaftsnamen, wie von der Statistik Austria geführt.
- Bisamberg (Markt, 4259)
  - Klein-Engersdorf (618)

- Enzersfeld im Weinviertel (Markt, 1096)
  - Königsbrunn im Weinviertel (735)

- Ernstbrunn (Markt, 1673)
  - Au (98)
  - Dörfles (125)
  - Gebmanns (80)
  - Klement (268)
  - Lachsfeld (92)
  - Maisbirbaum (236)
  - Merkersdorf (148)
  - Naglern (118)
  - Simonsfeld (263)
  - Steinbach (121)
  - Thomasl (88)

- Gerasdorf bei Wien (Stadt)
  - Gerasdorf (7066)
  - Kapellerfeld (3093)
  - Seyring (1772)

- Großmugl (Markt, 559)
  - Füllersdorf (101)
  - Geitzendorf (105)
  - Glaswein (4)
  - Herzogbirbaum (271)
  - Nursch (115)
  - Ottendorf (70)
  - Ringendorf (139)
  - Roseldorf (169)
  - Steinabrunn (104)

- Großrußbach (Markt, 989)
  - Hipples (222)
  - Karnabrunn (371)
  - Kleinebersdorf (289)
  - Weinsteig (220)
  - Wetzleinsdorf (201)

- Hagenbrunn (Markt, 2003)
  - Flandorf (410)

- Harmannsdorf (Markt, 626)
  - Hetzmannsdorf (291)
  - Kleinrötz (354)
  - Lerchenau (0)
  - Mollmannsdorf (309)
  - Obergänserndorf (694)
  - Rückersdorf (641)
  - Seebarn (218)
  - Würnitz (964)

- Hausleiten (Markt, 1531)
  - Gaisruck (257)
  - Goldgeben (611)
  - Perzendorf (158)
  - Pettendorf (249)
  - Schmida (217)
  - Seitzersdorf-Wolfpassing (423)
  - Zaina (136)
  - Zissersdorf (261)

- Korneuburg (Stadt, 13.719)
- Langenzersdorf (Markt, 8153)
- Leitzersdorf (616)
  - Hatzenbach (148)
  - Kleinwilfersdorf (152)
  - Wiesen (94)
  - Wollmannsberg (149)

- Leobendorf (Markt, 3123)
  - Oberrohrbach (886)
  - Tresdorf (754)
  - Unterrohrbach (490)

- Niederhollabrunn (Markt, 665)
  - Bruderndorf (230)
  - Haselbach (160)
  - Niederfellabrunn (308)
  - Streitdorf (144)

- Rußbach
  - Niederrußbach (826)
  - Oberrußbach (271)
  - Stranzendorf (302)

- Sierndorf (Markt, 1506)
  - Höbersdorf (370)
  - Oberhautzental (244)
  - Obermallebarn (257)
  - Oberolberndorf (425)
  - Senning (359)
  - Unterhautzental (289)
  - Untermallebarn (309)
  - Unterparschenbrunn (195)

- Spillern (Markt, 2616)
- Stetteldorf am Wagram (Markt, 542)
  - Eggendorf am Wagram (337)
  - Inkersdorf (55)
  - Starnwörth (142)

- Stetten (1373)
- Stockerau (Stadt, 16.213)
  - Oberzögersdorf (382)
  - Unterzögersdorf (404)